# 植田龍仁朗
植田 龍仁朗（うえだ りゅうじろう、1988年1月29日 - ）は、大阪府門真市出身の元サッカー選手、サッカー指導者。現役時代のポジションはディフェンダー（センターバック）だった。

## 来歴
2006年にガンバ大阪ユースからトップに昇格した6人組（植田、安田理大、平井将生、横谷繁、伊藤博幹、岡本英也）、通称「G6」の一人である。選手会長を務めた2008年シーズン終了後に戦力外通告を受け、ファジアーノ岡山へ完全移籍した。
岡山では2013年まで主力として出場したが相重なる怪我に悩まされ、篠原弘次郎の台頭もあり2014年以降は出番を減らし、2015年に契約満了となった。2016年にロアッソ熊本へ完全移籍した。
熊本では大きな怪我もなくチームの主力に定着、2得点を挙げる活躍を見せ、2017年も負傷により出遅れたがチームの主力として活躍した。2018年開幕前に重度の負傷で長期離脱となり、出番を減らすことになった。2019年もポゼッションサッカーを標榜するチームの方針に合わないことから出場機会がほとんどなく、同年12月6日に現役引退が発表された。
引退後の2020年に香里ヌヴェール学院高校の監督に就任。
2023年、FCティアモ枚方のアシスタントコーチに就任。
2023年12月、奈良県社会人サッカーリーグのバンディート生駒が2024年より選手兼任監督として加入することが発表された。

## 人物・エピソード
- 子供のころ、サッカー教室で元チームメイトの播戸竜二にサインをもらい、部屋に飾っている。
- 2008年5月16日、自らの自動車を運転していた際に、大阪府寝屋川市内で追突事故を起こし、相手側2名に怪我を負わせていたことが判明する。
- 2011年10月30日、J2第33節の横浜FC戦で、決勝点となる57.8メートルのヘディングシュートを決める。ヘディングシュートの最長記録としては同年9月25日にノルウェーのエリテセリエンでオッド・グレンランドの選手ヨネ・サミュエルセンが57.3メートルのシュートを決めており[8] このシュートはそれを上回る。グレンランドはギネス世界記録への申請を計画しているが、植田が所属するファジアーノは相手GKの関憲太郎に判断ミスがあったとして横浜FCへの気遣いからギネスへは申請しない方針[9]。

## 所属クラブ
ユース経歴
- 1994年 - 1999年 門真スポーツクラブ (現・ガンバ大阪門真ジュニア)
- 2000年 - 2002年 門真スポーツクラブ／ガンバ大阪門真ジュニアユース
- 2003年 - 2005年 ガンバ大阪ユース (南寝屋川高等学校)

プロ経歴
- 2006年 - 2008年 ガンバ大阪
- 2009年 - 2015年 ファジアーノ岡山
- 2016年 - 2019年 ロアッソ熊本

## 個人成績
| 国内大会個人成績 | 国内大会個人成績 | 国内大会個人成績 | 国内大会個人成績 | 国内大会個人成績 | 国内大会個人成績 | 国内大会個人成績 | 国内大会個人成績 | 国内大会個人成績 | 国内大会個人成績 | 国内大会個人成績 | 国内大会個人成績 |
| 年度             | クラブ           | 背番号           | リーグ           | リーグ戦         | リーグ戦         | リーグ杯         | リーグ杯         | オープン杯       | オープン杯       | 期間通算         | 期間通算         |
| 年度             | クラブ           | 背番号           | リーグ           | 出場             | 得点             | 出場             | 得点             | 出場             | 得点             | 出場             | 得点             |
| 日本             | 日本             | 日本             | 日本             | リーグ戦         | リーグ戦         | リーグ杯         | リーグ杯         | 天皇杯           | 天皇杯           | 期間通算         | 期間通算         |
| ---------------- | ---------------- | ---------------- | ---------------- | ---------------- | ---------------- | ---------------- | ---------------- | ---------------- | ---------------- | ---------------- | ---------------- |
| 2006             | G大阪            | 28               | J1               | 0                | 0                | 0                | 0                | 0                | 0                | 0                | 0                |
| 2007             | G大阪            | 28               | J1               | 0                | 0                | 0                | 0                | 0                | 0                | 0                | 0                |
| 2008             | G大阪            | 28               | J1               | 0                | 0                | 0                | 0                | 0                | 0                | 0                | 0                |
| 2009             | 岡山             | 23               | J2               | 31               | 0                | -                | -                | 0                | 0                | 31               | 0                |
| 2010             | 岡山             | 23               | J2               | 7                | 0                | -                | -                | 0                | 0                | 7                | 0                |
| 2011             | 岡山             | 23               | J2               | 30               | 3                | -                | -                | 2                | 0                | 32               | 3                |
| 2012             | 岡山             | 5                | J2               | 34               | 1                | -                | -                | 2                | 0                | 36               | 1                |
| 2013             | 岡山             | 5                | J2               | 33               | 3                | -                | -                | 0                | 0                | 33               | 3                |
| 2014             | 岡山             | 5                | J2               | 5                | 0                | -                | -                | 1                | 0                | 6                | 0                |
| 2015             | 岡山             | 5                | J2               | 10               | 0                | -                | -                | 0                | 0                | 10               | 0                |
| 2016             | 熊本             | 5                | J2               | 36               | 2                | -                | -                | 0                | 0                | 36               | 2                |
| 2017             | 熊本             | 5                | J2               | 30               | 1                | -                | -                | 2                | 0                | 32               | 1                |
| 2018             | 熊本             | 5                | J2               | 9                | 0                | -                | -                | 1                | 0                | 10               | 0                |
| 2019             | 熊本             | 5                | J3               | 2                | 0                | -                | -                | 0                | 0                | 2                | 0                |
| 通算             | 日本             | 日本             | J1               | 0                | 0                | 0                | 0                | 0                | 0                | 0                | 0                |
| 通算             | 日本             | 日本             | J2               | 225              | 10               | -                | -                | 8                | 0                | 233              | 10               |
| 通算             | 日本             | 日本             | J3               | 2                | 0                | -                | -                | 0                | 0                | 2                | 0                |
| 総通算           | 総通算           | 総通算           | 総通算           | 227              | 10               | 0                | 0                | 8                | 0                | 235              | 10               |

その他の国際公式戦
- 2008年
  - パンパシフィックチャンピオンシップ 1試合0得点

出場歴
- Jリーグ初出場 - 2009年3月15日 J2第2節 vsベガルタ仙台（桃太郎スタジアム）
- Jリーグ初得点 - 2011年6月4日 J2第15節 vsギラヴァンツ北九州（kankoスタジアム）

## 代表歴
- U-15日本代表
- U-16日本代表
  - 2004年 - AFC U-17選手権
- U-17日本代表
- U-18日本代表

## タイトル

### クラブ
ガンバ大阪
- ナビスコカップ：1回（2007年）
- 天皇杯：1回（2008年）
- ゼロックススーパーカップ：1回（2007年）
- AFCチャンピオンズリーグ：1回（2008年）
- パンパシフィックチャンピオンシップ：1回（2008年）

ロアッソ熊本
- NHK杯熊本県サッカー選手権大会：1回（2019年）

## 指導歴
- 2020年 - 2022年：香里ヌヴェール学院高校 監督
- 2023年 ：FCティアモ枚方 アシスタントコーチ
- 2024年 -：バンディート生駒 監督 (選手兼任) [7]